# Apterocorypha aurita
Apterocorypha aurita es una especie de mantis de la familia Thespidae.

## Distribución geográfica
Se encuentra en Madagascar.